# Grease (Film)
Grease (engl. „Schmiere“ oder „Pomade“) ist ein Musikfilm aus dem Jahr 1978, der auf dem gleichnamigen Musical von 1971 beruht. Die Hauptrollen spielen John Travolta und Olivia Newton-John.

## Handlung
Im Sommer 1959 trifft Danny Zuko, Mitglied der T-Birds, am Strand Sandy Olsson, ein unschuldiges Mädchen aus Australien, und sie verlieben sich ineinander. Als der Herbst kommt, muss Sandy zurück nach Australien. Doch dann ziehen Sandys Eltern um, und sie geht nun auf die Rydell High School, die auch Danny besucht. Sie trifft eine Gruppe von Mädchen, die Pink Ladies, und freundet sich schnell mit diesen an. Danny und Sandy erzählen ihren jeweiligen Freunden von ihrer Bekanntschaft.
Danny und Sandy werden einander von Betty Rizzo, der Anführerin der Pink Ladies, „vorgestellt“ und entschließen sich dazu, ihre Romanze wieder aufleben zu lassen. Dies geht natürlich nicht ohne ständige Einmischung der T-Birds und der Pink Ladies sowie einer rivalisierenden Gang, der Scorpions, vonstatten.
Danny und Sandy gehen gemeinsam zum Schultanzwettbewerb. Den T-Birds gelingt es jedoch, die beiden auseinander und Danny mit seiner Exfreundin Cha-Cha DiGregorio, einer hübschen Salsatänzerin, zusammenzubringen. Danny und Cha-Cha gewinnen den Wettbewerb. Sandy verlässt traurig die Veranstaltung.
Um Sandy zurückzugewinnen, fragt Danny sie, ob sie „sein Mädchen“ sein wolle, und bietet ihr seinen Ring an. Sie akzeptiert zunächst, fühlt aber, dass er nur mit ihr schlafen möchte. Schließlich gibt Sandy ihm den Ring zurück und verlässt ihn. Die T-Birds arbeiten für ein Autorennen gegen die Scorpions an ihrem Wagen. Kenickie ist bereit für das Rennen, aber er bekommt von der Wagentür einen Schlag an den Kopf, so dass Danny das Rennen für ihn fahren muss und gewinnt.
Am Ende des Schuljahrs taucht beim Abschlussjahrmarkt eine neue, „verrucht“ aussehende Sandy auf, gekleidet in schwarzes Leder und High Heels. Sie scheint fest entschlossen, lockerer zu werden, um mit Danny zusammen zu sein. Unterdessen hat Danny eine Jacke des Laufclubs der Rydell High School bekommen, mit der er Sandy beeindrucken will. Nach der letzten Musicalnummer des Films fliegen Danny und Sandy Arm in Arm in einem Roadster in den Himmel.

## Hintergrund
Grease ist der englische Begriff für „Schmiere“ und steht für die Pomade, mit der männliche High-School-Schüler in den 1950er Jahren ihre Frisuren in Form brachten. Außerdem bezieht es sich auf den Song Greased Lightnin’, den die T-Birds singen.

### Besetzung
John Travolta, 1977 bereits durch den Film Saturday Night Fever bekannt geworden, konnte durch Grease seinen Status als Star festigen. Olivia Newton-John, bis dahin nur als Country- und Folk-Sängerin bekannt und in Europa kommerziell noch nicht sonderlich erfolgreich, konnte durch den Film ihre Bekanntheit deutlich steigern. Ursprünglich hätten Henry Winkler und Susan Dey die Hauptrollen spielen sollen. Nach der Absage von Dey war Deborah Raffin vorgesehen. Dann traf der Produzent Allan Carr bei einem Abendessen in Helen Reddys Haus die australische Sängerin Olivia Newton-John, die ihm vor allem für die musikalischen Seiten des Films geeigneter erschien.
Die Rolle des Coaches hätte Harry Reems spielen sollen. Paramount Pictures gab die Rolle jedoch an Sid Caesar, da Proteste wegen Reems’ Beteiligung an dem Pornofilm Deep Throat den Erfolg des Films bedroht haben sollen.
John Travoltas älteste Schwester Ellen Travolta spielt die Kellnerin im Eiscafé.

### Soundtrack
Die Titelmelodie des Films wurde von Barry Gibb komponiert. Von John Farrar stammen Hopelessly Devoted to You und You’re the One That I Want, weitere Titel von Louis St. Louis. Der Soundtrack des Films war in vielen Ländern ein Nummer-eins-Album. In Großbritannien wurden die beiden Duette von Travolta/Newton-John, You’re The One That I Want und Summer Nights Nummer-eins-Hits. Der Titelsong des Films war auch eine Nummer-eins-Single für Frankie Valli. Die US-amerikanische Ska-Band Less Than Jake hat von Teilen des Soundtracks Neufassungen aufgenommen. Das acht Titel umfassende Album erschien 1996 und wurde Greased genannt. Der Soundtrack umfasst folgende Titel:
1. Grease
2. Summer Nights
3. Hopelessly Devoted to You
4. You’re the One That I Want
5. Sandy
6. Beauty School Drop-Out
7. Look at Me, I’m Sandra Dee
8. Greased Lightning
9. It’s Raining on Prom Night
10. Alone at the Drive-In Movie
11. Blue Moon
12. Rock ’N Roll Is Here to Stay
13. Those Magic Changes
14. Hound Dog
15. Born to Hand Jive
16. Tears on My Pillow
17. Mooning
18. Freddy My Love
19. Rock ’N Roll Party Queen
20. There Are Worse Things I Could Do
21. Look at Me, I’m Sandra Dee (Reprise)
22. We Go Together
23. Love Is a Many Splendored Thing
24. Grease (Reprise)

## Synchronisation
Der Film wurde 1998 für die Wiederaufführung neu synchronisiert. Die originale Kinofassung mit der alten Synchronisation wurde nie auf DVD oder Blu-ray veröffentlicht. Allerdings wurde diese auf Super 8 und Laserdisc veröffentlicht.
| Rolle                       | Darsteller         | Erste Synchronisation (1978) | Zweite Synchronisation (1998) |
| Sandy Olsson                | Olivia Newton-John | Claudia Marnitz              | Maud Ackermann                |
| Danny Zuko                  | John Travolta      | Thomas Danneberg             | Thomas Danneberg              |
| Bettie Rizzo                | Stockard Channing  | Alexandra Lange              | Anke Reitzenstein             |
| Kenickie                    | Jeff Conaway       | Elmar Wepper                 | Thomas Nero Wolff             |
| Doody                       | Barry Pearl        | Joachim Kunzendorf           | Andreas Fröhlich              |
| Sonny LaTierri              | Michael Tucci      | Ronald Nitschke              | Oliver Rohrbeck               |
| Roger „Putzie“              | Kelly Ward         | Michael Nowka                | Sven Hasper                   |
| Frenchy                     | Didi Conn          | Liane Rudolph                | Bianca Krahl                  |
| Jan                         | Jamie Donnelly     | Hansi Jochmann               | Dascha Lehmann                |
| Coach Calhoun               | Sid Caesar         | Jochen Schröder              | Michael Telloke               |
| Schulleiterin McGee         | Eve Arden          | Beate Hasenau                | Kerstin Sanders-Dornseif      |
| Eugene Felsnic              | Eddie Deezen       | Horst Gentzen                | Santiago Ziesmer              |
| Leo, Anführer der Scorpions | Dennis Steward     | Arne Elsholtz                | Thomas Petruo                 |
| Marty Maraschino            | Dinah Manoff       | Marianne Lutz                | Irina von Bentheim            |
| Vince Fontaine              | Edd Byrnes         | Joachim Pukaß                | Lutz Mackensy                 |
| Sekretärin Blanche          | Dody Goodman       |                              | Margot Rothweiler             |
| Cha Cha DiGregorio          | Annette Charles    |                              | Martina Treger                |
| Mr. Rudie                   | Dick Patterson     |                              | Michael Walke                 |
| Patty Simcox                | Susan Buckner      |                              | Ranja Bonalana                |

## Rezeption

### Kritiken
Der Film erhielt überwiegend positive Kritiken und erreichte bei Rotten Tomatoes eine Bewertung von 76 Prozent. Bei Metacritic erzielte er einen Metascore von 70.

„Die Verfilmung eines erfolgreichen Broadway-Musicals verschiebt die parodistischen Ansätze der Vorlage zugunsten eines bunten Nostalgie-Spektakels, das mit heute zu Klassikern gewordenen Songs in filmisch teils mitreißender Inszenierung gespickt ist.“

### Einspielergebnis und Fortsetzung
Der weltweite Kinoumsatz erreichte rund 397 Millionen US-Dollar (davon rund 190 Millionen US-Dollar im nordamerikanischen Raum) bei einem Gesamtbudget von 6 Millionen US-Dollar. 1982 wurde die Fortsetzung Grease 2 veröffentlicht, die aber nicht an den Erfolg des ersten Films anknüpfen konnte.

### Auszeichnungen
- John Farrar war für den Song Hopelessly Devoted to You 1979 für den Oscar in der Kategorie „Best Music – Original Song“ nominiert.
- Unter den fünf Nominierten für einen Golden Globe im Jahr 1979 waren neben dem Musicalfilm (Bester Film – Komödie oder Musical) auch John Travolta und Olivia Newton-John.
- Der Film wurde 1979 mit der Goldenen Leinwand und dem People’s Choice Award in der Kategorie „Favorite Musical Motion Picture“ ausgezeichnet.
- Im Jahr 2020 erfolgte die Aufnahme in das National Film Registry.